# Alcibíades (general atenenc)
Alcibíades (grec antic: Ἀλκιβιάδης; llatí: Alcibiades) fou un destacat general i polític atenès del segle v aC. Era fill de Clínies d'Atenes i nebot de Pèricles.

## Orígens familiars
Va néixer a Atenes vers el 450 aC. Clínies era un suposat descendent d'Eurísaces, fill d'Àiax el Gran i a través d'ell de Zeus. La seva mare, Deinòmaca, fou filla de Mègacles, cap de la casa dels Alcmeònides. El seu avi Alcibíades havia participat en l'expulsió dels Pisistràtides i la seva mare descendia de Clístenes, l'amic del poble. El nom Alcibíades era d'origen lacònic i venia d'una família espartana a la qual estava unida la família d'Alcibíades per llaços d'hospitalitat
El seu pare va servir a la guerra amb Pèrsia, es va distingir a la batalla d'Artèmision i va morir en la batalla de Queronea (447 aC), i ell va quedar al càrrec d'un germà petit i va deixar la tutoria que sobre ell exercia Pèricles. Va tenir com instructor el traci Zòfiros.
Es casà amb Hipareta, la filla d'Hipònic III, un atenenc ric. Segons Plutarc, Hipareta estimava el seu marit, però intentà divorciar-se'n perquè freqüentava amb heteres. Visqué amb ell fins a la seva mort i donà a llum probablement dos nens, una filla i un fill, també anomenat Alcibíades.

## Carrera política fins al 412 aC

### Ascens
Alcibíades incrementà la seva preeminència política quan començà a advocar per una línia agressiva atenenca després de signar la Pau de Nícies. Aquest tractat havia estat una treva entre Esparta i Atenes signada a meitat de la Guerra del Peloponès i arribà després de set anys d'enfrontaments en què cap bàndol havia obtingut un avantatge decisiu. Els historiadors Arnold Wycombe Gomme i Raphael Sealy opinen, i Tucídides comenta, que Alcibíades s'havia ofès durant la negociació del tractat, ja que els lacedemonis ho havien negociat amb Nícies i Laques, i l'havien deixat de banda a causa de ser jove.
Una sèrie de disputes sobre la interpretació del tractat conduïren els espartans a despatxar ambaixadors plenipotenciaris a Atenes per concloure tots els afers pendents. Els atenesos, inicialment, reberen bé aquests ambaixadors, però Alcibíades es reuní amb ells en secret abans que parlessin a l'Ekklesia i els digué que l'assemblea era arrogant i tenia grans ambicions. Els instà que renunciessin a llur autoritat diplomàtica de representar Esparta i permetessin que ell els ajudés amb els polítics atenencs a través de la seva influència. Els representants hi estigueren d'acord i, impressionats amb la previsió d'Alcibíades, se separaren de Nícies, qui sincerament volia arribar a un acord amb els espartans. L'endemà, durant l'assemblea, Alcibíades els preguntà quins poders els havia concedit Esparta i hi respongueren que no hi havien anat amb plens poders. Això estava en directa contradicció amb el que havien dit el dia anterior i Alcibíades s'aprofità d'aquesta oportunitat per denunciar llur caràcter, sembrar la sospita sobre llurs objectius i destruir lluir credibilitat. Aquest tripijoc incrementà el prestigi d'Alcibíades mentre avergonyia Nícies, i Alcibíades fou nomenat general. Aprofità el seu creixent poder per orquestrar la creació d'una aliança entre Argos, Mantinea i Elis i altres estats del Peloponès, amenaçats pel domini d'Esparta a la regió. Segons Gomme, «era un grandiós pla per a un general atenenc al capdavant d'un exèrcit principalment peloponès marxar a través del Peloponès burlant-se d'Esparta quan la seva reputació estava més baixa». Aquesta aliança, tanmateix, seria derrotada en última instància a la batalla de Mantinea el 418 aC.
Als anys 410-416 aC tingué lloc un enfrontament complex entre Hipèrbol, per una banda, i Nícies i Alcibíades per una altra. Hipèrbol tractà de provocar l'ostracisme d'un d'ells, però Alcibíades i Nícies combinaren llur influència per induir el poble a expulsar Hipèrbol. Aquest incident revela que Nícies i Alcibíades disposaven cadascun dels seus propis seguidors, els vots dels quals eren determinants per als desigs dels líders.
Alcibíades no fou un dels generals involucrats en la captura de Melos el 416-415 aC, encara que Plutarc el fa partidari del decret pel qual els homes de Melos foren assassinats i les dones i nens esclavitzats. L'orador Andòcides al·lega que Alcibíades tingué un fill amb una d'aquestes dones esclavitzades.

### Expedició a Sicília
El 415 aC arribaren a Atenes uns delegats de la ciutat siciliana de Segesta (Egesta en grec) per sol·licitar ajuda als atenencs a la seva guerra contra Selinunt. Aquesta sol·licitud fou debatuda a l'assemblea i Nícies s'hi oposà amb vehemència contra la intervenció atenenca. Argumentà que la campanya seria molt costosa, alhora que atacava les motivacions i el caràcter d'Alcibíades, que s'havia erigit en el principal partidari de l'expedició. D'altra banda, Alcibíades argumentà que una campanya en aquest nou territori proporcionaria riqueses a la ciutat i ampliaria l'imperi, així com havia passat anteriorment amb les guerres mèdiques. Alcibíades pronosticà al seu discurs, (amb exagerat optimisme, segons l'opinió de la majoria dels historiadors) que els atenencs podrien reclutar aliats a la regió i imposar el seu govern a Siracusa, la ciutat més poderosa de Sicília. Malgrat l'entusiasta defensa del pla per part d'Alcibíades, seria Nícies, i no ell, qui transformaria una modesta intervenció en una gran campanya i que faria pensar a tothom que la conquesta no només seria possible sinó àdhuc segura. El seu suggeriment fou que la mida de la flota s'incrementés d'unes 60 embarcacions fins a les 140 galeres, i que les forces arribessin a 5.100 homes d'infanteria pesant i uns 1.300 arquers, foners i tropes lleugeres. El filòsof Leo Strauss assenyala que l'expedició siciliana superava tot allò emprès per Pèricles. La vertadera intenció de Nícies era espantar l'assemblea amb la seva alta estimació de les forces requerides però, en comptes de dissuadir els seus conciutadans, la seva anàlisi el feu encara més desitjable. En contra dels seus desitjos, Nícies fou nomenat general, juntament amb Alcibíades i Làmac; tots tres amb plens drets per aconseguir que els interessos d'Atenes a Sicília s'acomplissin.
Una nit, durant els preparatius per a l'expedició, els hermes —caps del déu Hermes sobre un plint amb un fal·lus— foren mutilats a tota Atenes. Això suposà tant un escàndol religiós com un mal presagi per a la missió. Plutarc explica que Androcles, un dirigent polític, emprà testimonis deslleials que culparen Alcibíades i els seus amics de mutilar les estàtues i a més de profanar els Misteris d'Eleusis. Després, els seus adversaris polítics, encapçalats pel mateix Androcles i per Tesal, fill de Cimó II, contractaren oradors per argumentar davant l'assemblea que Alcibíades havia de salpar com estava planejat i sotmetre's a judici a la seva tornada de la campanya. Alcibíades, que recelava de llurs intencions, demanà que se li permetés sotmetre's a judici immediatament, sota l'amenaça de pena de mort, per poder netejar el seu nom. La demanda li fou denegada i la flota salpà poc després, amb els càrrecs sense resoldre.
Tal com Alcibíades havia sospitat, la seva absència feu que els seus enemics s'envalentissin, i aquests començaren a acusar-lo de les altres accions sacrílegues, al·legant-hi àdhuc que aquelles accions estaven relacionades amb un complot contra la democràcia. Segons Tucídides, els atenencs reaccionaven sempre amb por davant d'aquesta mena d'acusacions i la seva reacció feu sospitar de l'acusat. Quan la flota arribà a Catània, s'hi trobava el trirrem estatal Salamínia esperant per portar Alcibíades i els altres acusats de mutilar els hermes i profanar els misteris d'Eleusis de tornada a Atenes per sotmetre'ls a judici. Alcibíades digué als heralds que els seguiria a Atenes a la seva embarcació, però a Turis fugí amb la seva tripulació. A Atenes fou jutjat "en absència" i condemnat a mort segons determinava l'asebeia, o càrrec criminal per impietat. Les seves propietats foren confiscades i es prometé una recompensa d'un talent a qui aconseguís matar algú dels que havien fugit. Mentrestant, la força atenenca a Sicília, després d'algunes primeres victòries, es mobilitzà contra Messina, on els generals esperaven que els seus aliats secrets dins de la ciutat la traïssin. Alcibíades, tanmateix, preveient que estaria fora de la llei, donà informació als amics dels siracusans a Messina i aconseguí prevenir l'entrada dels atenencs. Amb la mort de Làmac en batalla poc temps després, l'expedició siciliana recaigué en mans de Nícies, qui els erudits moderns han jutjat ser un cabdill militar inadequat.

### Defecció a Esparta
Després de la seva desaparició a Turis, Alcibíades contactà amb els espartans, "prometen oferir-los un ajut i un servei més grans encara que tot el mal que abans els havia fet com a enemic" si ells li oferien asil. Els espartans concediren aquesta petició i el reberen entre ells. Al debat a Esparta sobre si enviar una força per ajudar a Siracusa, Alcibíades parlà i inculcà pors als èfors espartans sobre l'ambició atenenca, informant-los que els atenencs esperaven conquerir Sicília, Itàlia, i fins i tot Cartago. L'historiador de Yale Donald Kagan creu que Alcibíades exagerà els plans dels atenencs per convèncer els espartans del benefici que els proporcionava la seva ajuda. Kagan assevera que Alcibíades no havia adquirit la seva "llegendària" reputació, i que els espartans el veien com "un home derrotat i perseguit" la política del qual "provocà errors estratègics" i no aconseguí "cap resultat decisiu". Si és exacta, aquesta valoració assenyala un dels grans talents d'Alcibíades: la seva oratòria persuasiva. Després de fer que l'amenaça semblés imminent, Alcibíades aconsellà els espartans enviar tropes i —el més important— un comandant espartà per disciplinar i ajudar els siracusans.
Alcibíades serví com a conseller militar a Esparta i ajudà els espartans a assegurar alguns èxits crucials. Aconsellà que construïssin una fortalesa permanent a Decèlia, just a 16 km d'Atenes i a l'abast de la vista de la ciutat. Tot fent això, els espartans tallaren completament als atenencs l'accés a llurs cases i conreus i a les mines de plata de Làurion. Aquest era part del pla d'Alcibíades per reprendre la guerra amb Atenes a l'Àtica. El moviment era devastador per a Atenes i forçà els ciutadans que visquessin dins de la muralla llarga de la ciutat tot l'any, fomentant la plaga d'Atenes i fent-los completament dependents del seu comerç marítim per alimentar-se.
En vista que Atenes era atacada en un segon front, els membres de la Lliga de Delos començaren a considerar una revolta. Com a conseqüència de la derrota desastrosa d'Atenes a Sicília, Alcibíades navegà a Jònia amb una flota espartana i aconseguí convèncer algunes ciutats perquè es rebel·lessin.
Malgrat aquestes valuoses contribucions per a la causa espartana, Alcibíades perdé el favor del govern espartà quan es descobrí que estava tenint una aventura amorosa amb Timea, la dona del rei espartà Agis II. Per això, molts cregueren que Alcibíades era el pare de Leotíquides, el fill que tingué poc després Timea. La influència d'Alcibíades es reduí encara més després de la retirada d'Endi, l'èfor més favorable a ell. Astíoc, un almirall espartà, fou enviat amb l'ordre de matar-lo, però Alcibíades fou avisat i desertà a la satrapia persa de Tisafernes, que havia estat ajudant econòmicament a les forces del Peloponès el 412 aC.

### A Àsia Menor

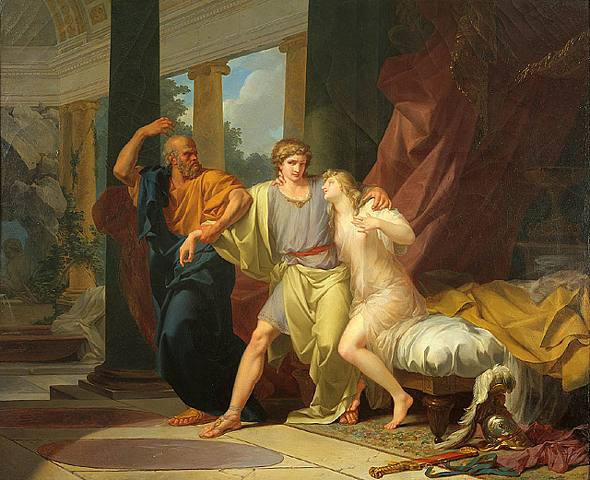
Jean-Baptiste Régnault (1754-1829): Sòcrates arrancant Alcibíades dels braços de la voluptuositat, 1785.

A la seva arribada a la cort persa, Alcibíades es guanyà la confiança del poderós sàtrapa i li feu alguns suggeriments polítics que foren ben rebuts. Segons Tucídides, Alcibíades començà a fer tot el que pogué a la cort de Tisafernes per perjudicar la causa peloponèsia. Davant la seva insistència, el sàtrapa reduí els pagaments que estava fent a la flota peloponèsia i començà a enviar-los-els de manera irregular. Tot seguit, Alcibíades aconsellà a Tisafernes subornar els generals de les ciutats per així aconseguir informació sobre llurs activitats. Per acabar, i més transcendental, donà al sàtrapa instruccions que no tingués pressa a involucrar la flota persa al conflicte, atès que, com més s'allargués la guerra, més exhaustes quedarien les forces dels combatents. Això permetria que els perses conquerissin la regió fàcilment després de les seqüeles de tanta lluita. Alcibíades tractà de convèncer el sàtrapa que a Pèrsia li interessava desgastar tant Atenes com Esparta, "i després de reduir el poder atenenc tant com pogués, acabar amb el Peloponès". Encara que el consell d'Alcibíades beneficià els perses, eren simplement una via per aconseguir una finalitat determinada. Tucídides ens narra que les seves motivacions vertaderes eren emprar la seva suposada influència amb els perses per provocar la seva restauració a Atenes.

## Retorn a Atenes

### Negociacions amb els oligarques atenencs
Alcibíades sembla que assumí el fet que la "democràcia radical" mai no estaria d'acord amb el seu retorn a Atenes. Per tant, intercanvià missatges amb els caps atenencs a Samos i suggerí que si poguessin instal·lar una oligarquia que estigués de part seva, tornaria a Atenes i hi portaria diners perses i possiblement la flota persa de 147 trirrems. Alcibíades començà a guanyar-se els oficials més influents de l'exèrcit i aconseguí el seu objectiu oferint-los un pla format de tres parts: calia canviar la constitució atenenca, el retorn d'Alcibíades havia de ser votat i Alcibíades havia de guanyar-se Tisafernes i el Rei de Pèrsia per a la causa atenenca. La majoria dels oficials de la flota atenenca acceptaren el pla i donaren la benvinguda a la possibilitat d'una constitució més limitada, que els atorgués un marge més gran d'acció per determinar la política. Segons Tucídides, només un dels generals atenencs a Samos, Frínic, s'oposà al pla i argumentà que Alcibíades es preocupava més de l'oligarquia proposada que de la democràcia tradicional. La participació en la trama d'un altre general, Trasibul, queda poc clara.
Aquests oficials de la flota atenenca constituïren un grup de conspiradors, però s'enfrontaren amb l'oposició de la majoria dels soldats i mariners, però aquests es calmaren al final "pel panorama avantatjós del sou del rei". Els conjuradors es reuniren i es disposaren a enviar Pisandre i altres com a ambaixadors a Atenes perquè tractessin del retorn d'Alcibíades i l'abolició de la democràcia a la ciutat, i per fer Tisafernes amic dels atenencs.
Frínic, tement que si tornava de l'exili Alcibíades es venjaria d'ell per haver posat obstacles al seu retorn, envià un missatge secret a Astíoc, el navarc dels lacedemonis, per dir-li que Alcibíades estava arruïnant la seva causa procurant als atenencs l'amistat de Tisafernes i de tots els altres detalls de la conjura.

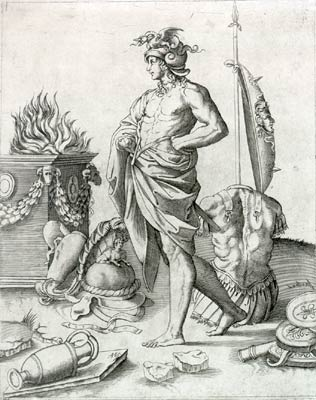
Alcibíades, gravat d'Agostino Veneziano (c. 1490-1540)

A Astíoc ni tan sols se li ocorregué prendre represàlies contra Alcibíades sinó que, al contrari, es dirigí a Magnèsia i comunicà a Alcibíades i a Tisafernes la carta de Frínic. Alcibíades envià immediatament una carta contra Frínic als que estaven al capdavant de l'exèrcit a Samos, comunicant-los el que havia fet i demanant-los que el condemnessin a mort. Llavors Frínic, en gravíssim perill a causa de la denúncia, envià de nou un missatge a Astíoc en què, després de retreure-li que no hagués guardat el secret del seu primer missatge, li manifestava que oferia als peloponesis la possibilitat de destruir tota la flota atenenca a Samos, comptant que Samos no estava emmurallada. Astíoc denuncià també això a Alcibíades. Però com Frínic s'ho esperava, comunicà a l'exèrcit que l'enemic atacaria el campament en no estar Samos emmurallada i que calia fortificar-la com més aviat millor. Quan arribà la carta d'Alcibíades en què es deia que l'exèrcit havia estat traït per Frínic i que l'enemic atacaria, es jutjà que Alcibíades no era digne de crèdit i que informat amb anticipació dels plans de l'enemic, tractava d'acusar Frínic de complicitat.
Malgrat aquests esdeveniments, Pisandre i els altres representants dels conspiradors arribaren a Atenes i parlaren al poble, posant Alcibíades i les seves promeses al centre de la qüestió. Després de l'oposició inicial que es reformés la democràcia i dels adversaris d'Alcibíades que adduïen que no havia de tornar de l'exili qui havia violat les lleis, els Eumòlpides i els Cèrices invocaven els Misteris d'Eleusis, que havien estat la causa del seu desterrament. Pisandre els preguntà si tenien alguna esperança de salvar la ciutat quan els peloponesis tenien preparades per al combat un nombre de naus no inferior al seu i comptaven amb més ciutats aliades i amb el suport econòmic de Tisafernes i el rei persa. El poble tingué l'esperança d'una reforma ulterior de la constitució i l'ekklesia decretà que salpés una delegació formada per Pisandre i uns altres deu ciutadans (segurament un per tribu d'acord amb el costum) per negociar amb Tisafernes i Alcibíades. El poble rellevà del seu càrrec Frínic i el seu col·lega Escirònides, i envià en lloc seu com a estrategs al comandament de la flota Diomedó i Lleó.
En aquell moment, el pla d'Alcibíades es topà amb un gran obstacle. Tisafernes no arribaria a un acord amb aquests termes, i preferí continuar la seva política de neutralitat. Com apunta Kagan, Tisafernes era un cabdill prudent i havia reconegut els avantatges de desgastar cada bàndol sense la participació persa directa. Alcibíades se n'adonà, però com que no volia que els atenencs creguessin que era incapaç de persuadir el persa, els presentà unes duríssimes exigències seves a canvi del seu suport (com que se li cedís Jònia i d'altres illes i territoris i el dret del rei persa de construir naus i de navegar al llarg de les costes del territori de l'Egeu del propi rei) de manera que pogués argumentar que ell l'havia convençut però eren els atenencs els que no havien volgut cedir-hi. Finalitzà la tercera reunió a la cort persa amb la cessió dels atenencs a gran part de les pretensions, i la ruptura de les negociacions. Tot i que els enviats estaven molt enfadats amb les exigències perses, també consideraven que Alcibíades els havia enganyat, i que podria haver aconseguit l'acord si s'ho hagués proposat. Aquest fiasco feu que acabessin les negociacions entre els conspiradors i Alcibíades. Com que aquest no havia aconseguit acomplir la seva part de l'acord sense l'exigència de concessions exorbitants per part d'Atenes, abandonaren els seus plans de deixar que hi tornés.

### Restitució com a general atenenc
Malgrat el fracàs de les negociacions, els conspiradors aconseguiren derrocar la democràcia i imposar-hi el govern oligàrquic dels Quatre-cents. A Samos, mentrestant, aquells samis que s'havien alçat contra els aristòcrates i que formaren el partit popular, canviaren d'orientació i, persuadits per Pisandre i pels conjurats atenencs que eren a Samos, organitzaren una conspiració d'unes tres-centes persones, mataren Hipèrbol, en col·laboració amb Carmí, un dels estrategues, donant així una prova de lleialtat. Tanmateix, els samis de la majoria popular denunciaren el que s'estava preparant als estrategues atenencs Lleó i Diomedó, així com al trierarca Trasibul i a l'hoplita Trasil. Amb l'ajut d'aquests homes i dels soldats atenencs en general, els demòcrates de Samos pogueren derrotar els Tres-cents oligarques samis, matant-ne uns trenta i condemnant al desterrament els tres responsables principals, sense prendre represàlies contra els altres. Les tropes atenenques a Samos es reuniren en una assemblea política, derrocaren els seus generals, i n'escolliren de nous, incloent-hi Trasibul i Trasil. L'exèrcit, al·legant que no s'havia rebel·lat contra la ciutat sinó que havia estat la ciutat la que s'havia rebel·lat contra seu, decidí posar-se de part de la democràcia mentre prosseguia la guerra contra Esparta.
Un temps després, Trasibul convencé els soldats en una assemblea que votessin la repatriació i la impunitat d'Alcibíades, una política que havia recolzat des d'abans del cop d'estat. Després navegà per trobar-se amb Tisafernes i portà Alcibíades a Samos, convençut que l'única possibilitat de salvar Atenes era que Tisafernes es passés al seu bàndol, i creient que Alcibíades tenia gran influència sobre Tisafernes. Plutarc afirma que l'exèrcit demanà l'enviament d'Alcibíades per emprar la seva ajuda per deposar els tirans a Atenes. Per la seva part, Kagan argumenta que aquesta restitució fou una decepció per a Alcibíades, que havia estat esperant un retorn gloriós a Atenes, però es trobà que únicament havia estat restaurat al comandament de la flota rebel, on li havia estat concedida la immunitat "protegint-lo de moment, però sense garanties per al futur"; a més a més, la restitució, que Alcibíades havia esperat obtenir gràcies al seu propi prestigi i influència, l'aconseguí, en realitat, a través del patrocini de Trasibul.
Al seu primer discurs als soldats reunits, Alcibíades es queixà amargament sobre les circumstàncies del seu exili, però la major part del discurs consistí a jactar-se de la seva influència sobre Tisafernes. Els motius principals del seu discurs foren atemorir els oligarques d'Atenes i incrementar el seu crèdit amb l'exèrcit de Samos. En escoltar el seu discurs, les tropes l'escolliren general immediatament, juntament amb Trasibul i a d'altres. De fet, els exaltà tant que proposaren salpar de seguida cap al Pireu i atacar els oligarques d'Atenes. Foren principalment Alcibíades i Trasibul qui calmaren el poble i els mostraren la bogeria d'aquella proposta, que hauria provocar la guerra civil i conduït a la derrota d'Atenes. Poc després de la restitució d'Alcibíades com a general atenenc, el govern dels Quatre-cents fou derrocat i reemplaçat per una oligarquia més àmplia, que cediria el pas de nou a la democràcia.
Poc temps després, Alcibíades navegà per negociar amb Tisafernes amb un destacament de naus. Segons Plutarc, el suposat propòsit d'aquesta missió fou aturar la flota persa que acudia a ajudar els peloponesis. Tucídides està d'acord amb Plutarc en el fet que la flota persa estava a Aspendos i que Alcibíades digué a les tropes que aconseguiria portar la flota i que canviés de bàndol o que aconseguiria impedir-ne l'arribada, però Tucídides especula que la raó real fou fer ostentació de la seva nova posició amb Tisafernes i tractar de guanyar alguna influència real sobre ell. Segons l'historiador, Alcibíades sabia des de feia temps la intenció de Tisafernes de no portar les naus, i volia desacreditar-lo al més possible als ulls dels espartans, per l'amistat que hi mantenia i amb els atenencs, i obligar-lo a unir-se al seu bàndol.

### Batalles d'Abidos i Cízic

L'estratègia atenenca a Cízic. Esquerra: l'esquer d'Alcibíades (blau) atrau la força espartana (negre) mar endins. Dreta: Trasibul i Teràmenes porten els seus esquadrons rere els espartans per tallar-los retirada cap a Cízic, mentre Alcibíades gira per enfrontar-se a la força perseguidora.

Alcibíades fou restituït pel règim intermedi dels Cinc Mil, el govern que succeí els Quatre-cents el 411 aC, però és més probable que esperés, en realitat, fins al 407 aC per tornar a la ciutat. Plutarc diu que, tot i que la seva restitució ja havia estat aprovada a la moció de Críties, un aliat polític seu, Alcibíades decidí tornar-hi amb honors. D'altra banda, si bé aquest era indubtablement el seu objectiu, era de nou simplement un mitjà per aconseguir una finalitat: evitar el judici al seu retorn a Atenes.
El següent paper important que duria a terme a la guerra ocorregué a la batalla d'Abidos. Alcibíades s'havia quedat al darrere a Samos amb una força petita, mentre Trasibul i Trasil conduïren la major part de la flota a l'Hel·lespont. Durant aquest període, Alcibíades aconseguí recaptar diners de Cària i la zona veïna, amb els quals podia pagar els remers i aconseguir-ne el favor. Després de la victòria atenenca a Cinossema, totes dues flotes convocaren els seus vaixells als environs de l'Egeu i s'hi reuniren per al que podria ser una propera batalla decisiva.
Mentre Alcibíades encara era de camí, les dues flotes xocaren a Abidos, on els peloponesis havien establert llur base naval principal. La batalla estigué igualada i es desencadenà amb fúria molt de temps, però la balança s'inclinà cap als atenencs quan Alcibíades arremeté a l'Hel·lespont amb 18 trirrems. El sàtrapa persa Farnabazos II, que havia reemplaçat Tisafernes com a patrocinador de la flota peloponèsia, havia desplaçat el seu exèrcit de terra a la riba per defensar les embarcacions i els mariners que havien tret els seus vaixells. Només l'ajuda de l'exèrcit persa i navegar de nit salvà la flota peloponèsia de la completa destrucció.
Poc després de la batalla, Tisafernes havia arribat a l'Hel·lespont i Alcibíades deixà la flota a Sestos per reunir-se amb ell, tot portant-li regals i esperant un cop més guanyar-se el governador persa. Evidentment, Alcibíades havia jutjat malament el seu prestigi amb el sàtrapa, i fou arrestat quan hi arribà. Un mes després, quedà alliberat i reprengué el comandament. Ara era obvi, tanmateix, que no tenia cap influència amb els perses, per la qual cosa des d'ara la seva autoritat dependria del que en realitat pogués aconseguir en comptes del que prometés fer.
Després d'una pausa de diversos mesos en què els peloponesis construïren noves embarcacions i els atenencs assetjaren ciutats i recaptaren diners a tot l'Egeu, la següent batalla naval tingué lloc la primavera del 410 aC a Cízic. Alcibíades havia estat obligat a navegar des de Sestos a Càrdia per protegir la seva petita flota de la reconstruïda armada peloponèsia, però tan aviat com s'hi reuní la flota atenenca completa, els seus comandants el portaren a Cízic, on els atenencs localitzaren que Farnabazos i Míndar, el comandant de la flota peloponèsia, estaven tramant el seu pròxim moviment plegats. Amagada per la tempesta i per la foscor, la força atenenca combinada arribà al lloc sense que els peloponesis la descobrissin. En aquell moment els atenencs idearen un complot per treure l'enemic a la batalla. Segons Diodor de Sicília, Alcibíades avançà amb una petita esquadra per treure els espartans de la batalla, i, després d'enganyar Míndar amb aquest truc, les esquadres de Trasibul i Teràmenes hi arribaren per reunir-se amb ell, tallant la retirada espartana.
La flota espartana patí greus pèrdues en la fugida, i arribà a la riba amb els atenencs rere els talons. Les tropes d'Alcibíades, conduint la persecució atenenca, atracaren i intentaren portar les embarcacions espartanes mar endins. Els peloponesis lluitaren per impedir que els seus vaixells fossin remolcats, i les tropes de Farnabazos hi acudiren en ajuda seva. Trasibul desembarcà la seva pròpia força per alleujar temporalment la pressió sobre Alcibíades, i mentrestant ordenà a Teràmenes que s'unís a les forces de terra atenenques properes i que les hi portés per reforçar els mariners i l'exèrcit naval a la platja. Els espartans i els perses, aclaparats per l'arribada de tot de forces des de diverses direccions, foren derrotats i foragitats, i els atenencs capturaren tots els vaixells espartans que no foren destruïts. Una carta enviada a Esparta per Hipòcrates, sotsalmirall sota Míndar, fou interceptada i duta a Atenes; hi deia: "Els vaixells estan perduts. Míndar ha mort. Els homes passen gana. No sabem què fer". Poc temps després, Esparta feu una demanda de pau, però els seus termes foren rebutjats pels atenencs.

### Altres èxits militars

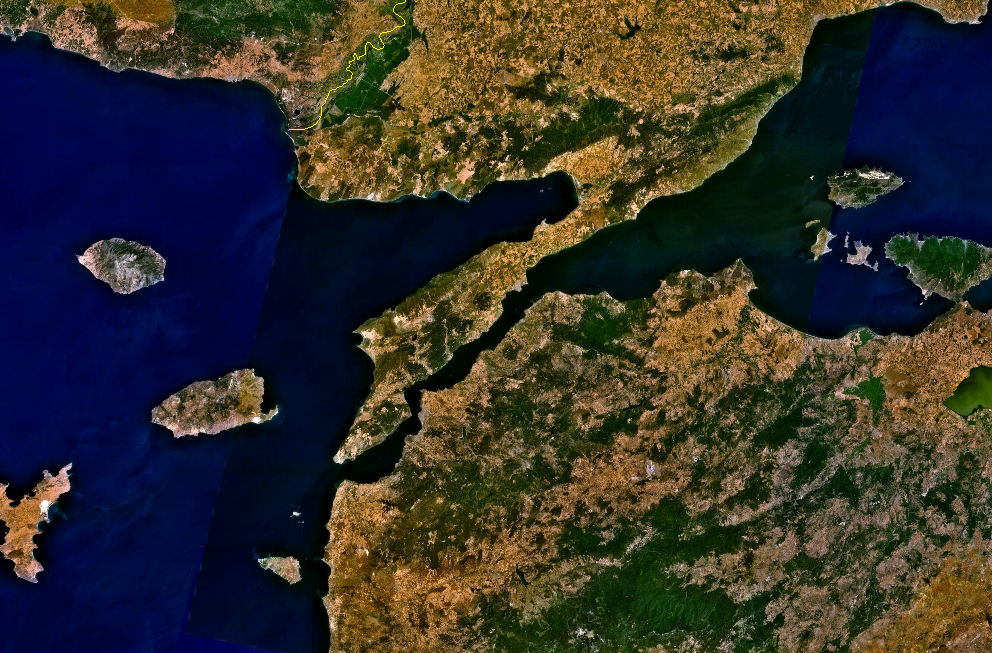
Imatge de satèl·lit del Quersonès Traci (l'actual península de Gal·lípoli) i l'àrea circumdant. Alcibíades viatjà al Quersnoès el 408 aC i atacà la ciutat de Selímbria a la vora nord de la mar de Màrmara.

Després de la seva victòria, Alcibíades i Trasil començaren el setge de Calcedònia el 409 aC amb unes 190 naus. Encara que incapaç d'aconseguir una victòria decisiva o induir que la ciutat es rendís, Alcibíades fou capaç de guanyar una petita batalla tàctica terrestre fora de les portes de la ciutat i Teràmenes conclogué un acord amb els calcedonis. Més tard conclogueren una aliança temporal amb Farnabazos, que assegurà una part dels diners que li calia a l'exèrcit urgentment, però malgrat això, Alcibíades es veié obligat a partir a la recerca de més fons per pagar als soldats i als remers de la flota.
A la recerca d'aquest finançament viatjà al Quersonès Traci i atacà Selímbria. Conspirà amb un partit proatenenc dins de la ciutat i oferí als selimbrians termes raonables alhora que hi imposà una estricta disciplina perquè veiessin que estaven sota vigilància. No causà cap dany a la ciutat, sinó que simplement prengué una quantitat dels seus diners, hi posà una guarnició i en partí. Una evidència epigràfica indica que els selimbrians lliuraren hostatges fins que el tractat fos ratificat a Atenes. La seva acció és jutjada com hàbil pels historiadors, a causa que estalvià temps, recursos i vides i tot i així aconseguí completament el seu objectiu.
Des d'aquí Alcibíades s'uní al setge de Bizanci al mateix temps que Teràmenes i Trasil. Una part dels ciutadans de la ciutat, desmoralitzada i famolenca, decidí lliurar la ciutat a Alcibíades en termes semblants als que els selimbrians havien rebut. En acceptar-hi, de nit els defensors deixaren els seus llocs i els atenencs atacaren la guarnició peloponèsia de la ciutat i els vaixells del port. La part dels ciutadans que es mantingué lleial als peloponesis batallaren amb tanta esma que Alcibíades feu pública una declaració enmig de la lluita en què els garantia la seguretat, amb la qual cosa aconseguí persuadir la resta de ciutadans d'unir-se als atenencs contra la guarnició peloponèsia, que fou gairebé totalment destruïda.

## Retorn a Atenes, destitució i mort

### Retorn a Atenes
Fou durant el període subsegüent a aquests èxits que Alcibíades resolgué al final tornar a Atenes a la primavera del 407 aC. Com a conseqüència de les seves victòries recents, Alcibíades fou extremadament curós en el seu retorn, conscient dels canvis al govern, els càrrecs que encara el preocupaven, i el gran perjudici que havia causat a Atenes. Per tant, Alcibíades, en comptes d'anar directament a casa, anà a Samos primer per recollir 20 naus i continuà amb elles fins al golf Ceràmic, on recaptà 100 talents. Navegà finalment fins a Gítion per fer-hi indagacions, en part sobre els preparatius dels espartans allà, i en part sobre els sentiments a Atenes sobre el seu càrrec. Els seus descobriments li asseguraren que la ciutat estava disposat a reconciliar-se amb ell i que els seus amics íntims l'urgien que hi tornés.
Per tant, finalment navegà fins al Pireu, on la multitud s'havia reunit desitjant veure el famós Alcibíades. Entrà al port ple de por, fins que veié el seu cosí i altres dels seus amics i coneguts, que el convidaren que hi atraqués. En arribar a terra fou rebut amb una benvinguda triomfal. Tanmateix, alguns veien un mal presagi en el fet que havia tornat a Atenes quan en plena celebració de la cerimònia de les Plinteries (la festa on l'antiga estàtua d'Atenea era netejada). Aquest era considera com el dia més malaurat de l'any per emprendre quelcom d'importància, i els seus enemics en prengueren nota i ho tingueren present per a una futura ocasió.
Tots els processos penals contra ell foren cancel·lats i els càrrecs de blasfèmia foren oficialment retirats. Alcibíades fou capaç de fer valdre la seva pietat i augmentar la moral atenenca dirigint la processó solemne a Eleusis (per a la celebració dels misteris) per terra per primera vegada des que els espartans havien ocupat Decèlia. Durant els anys anteriors la processó havia estat reemplaçada per un viatge per mar, però aquell any Alcibíades emprà un destacament de soldats per escortar la processó tradicional. Els seus béns li foren tornats, i l'ekklesia l'escollí general amb poders exclusius a terra i mar.

### Derrota de Nòtion
L'any 406 aC Alcibíades sortí d'Atenes amb 1.500 hoplites i 100 vaixells. Fracassà en prendre Andros i després anà a Samos. Després es traslladà a Nòtion, per vigilar-hi més de prop la flota enemiga estacionada a Efes. Mentrestant, Tisafernes havia estat reemplaçat per Cir (un parent de Darios II de Pèrsia) qui decidí ajudar els peloponesis econòmicament. Aquests nous ingressos començaren a atreure desertors dels atenencs cap a la marina espartana. A més a més, els espartans havien reemplaçat Míndar per Lisandre, un almirall molt capaç. Aquests factors permeteren el ràpid creixement de la flota peloponèsia a expenses de l'atenenca. A la recerca de fons i necessitant forçar una altra batalla decisiva, Alcibíades deixà Nòtion i navegà per ajudar Trasibul al setge de Focea. Alcibíades era conscient que la flota espartana era a prop, així que deixà gairebé vuitanta vaixells per vigilar-los sota el comandament del seu timoner personal, Antíoc, a qui havia donat ordres expresses de no atacar. Antíoc desobeí el seu general i s'esforçà per involucrar Lisandre en una batalla imitant les tàctiques emprades a Cízic. La situació a Nòtion, tanmateix, era radicalment diferent de la de Cízic; els atenencs no gaudien de l'element sorpresa, i Lisandre havia estat ben informat de les característiques de la flota enemiga a través dels desertors. Després d'un atac espartà sobtat, el trirrem d'Antíoc fou enfonsat i Antíoc hi morí; la resta de vaixells d'esquer foren perseguits precipitadament mentre tornaven a Nòtion, on la força atenenca principal fou presa desprevinguda per l'arribada sobtada de tota la flota espartana. A la lluita que tingué lloc a continuació, Lisandre obtingué una victòria total. Alcibíades hi tornà i intentà desesperadament contrarestar la derrota de Nòtion anotant-se'n una altra victòria, però Lisandre no podia ser compel·lit a atacar la flota una altra vegada.
Al final, la responsabilitat de la derrota recaigué sobre Alcibíades i els seus enemics aprofitaren l'oportunitat per atacar-lo i desposseir-lo del comandament, tot i que alguns erudits moderns creuen que Alcibíades fou injustament culpat per l'error d'Antíoc. Diodor comenta això: «A més del seu error a Nòtion, Alcibíades fou llicenciat per les falses acusacions interposades contra ell pels seus enemics». Segons Antony Andrewes, catedràtic d'història antiga, les exagerades esperances produïdes pels seus èxits de l'estiu previ havia creat un element decisiu per a la seva caiguda. Per consegüent, Alcibíades es condemnà a l'exili. Mai més tornà a Atenes, navegà al nord, a les seves possessions als castells del Quersonès Traci, que havia assegurat durant la seva estada a l'Hel·lespont. Les implicacions de la derrota eren greus per a Atenes. Encara que la derrota havia estat menor, ocasionà la retirada no només d'Alcibíades sinó també dels seus aliats com Trasibul, Teràmenes i Críties. Aquests eren probablement els comandants més capaços que Atenies tenia en aquella època i llur retirada ajudaria a la rendició atenenca només dos anys després de la seva completa derrota a Egospòtam.

### Mort

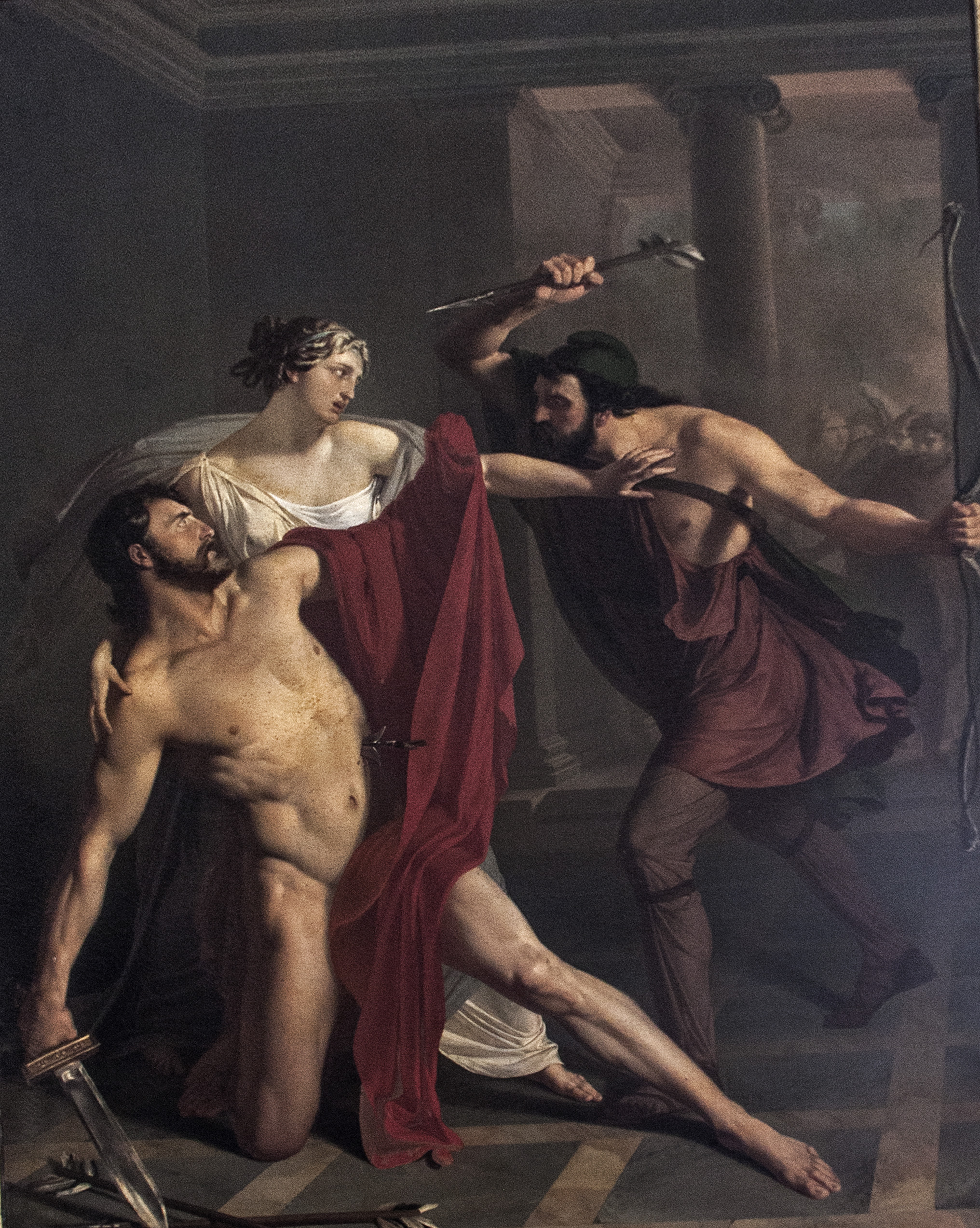
Michele de Napoli (1808-1892): Morte di Alcibiade (c. 1839). Museu Arqueològic Nacional de Nàpols.

Als esdeveniments previs a la batalla d'Egospòtam, tot i que Alcibíades ja no n'estava al comandament, a l'últim fet testificat de la seva carrera, intentà, inútilment, advertir els estrategues atenencs del desastre que s'apropava: la flota estava estacionada en una platja, en un lloc estratègicament desavantatjós i lluny de qualsevulla ciutat on trobar-hi posicions. Els aconsellà, atès que es proveïen a Sestos, que hi traslladessin allà la flota, on a més disposaven d'un port. Diodor, tanmateix, no menciona aquest consell, argüint que Alcibíades oferí ajuda als generals a canvi d'una part del comandament. En qualsevol cas, els generals atenencs «pensant que en cas de derrota podrien ser considerats culpables i que en cas de victòria podria ser atribuïda a Alcibíades», li ordenaren que se n'anés. Dies després la flota fou anihilada per Lisandre.
Després de la batalla d'Egospòtam, Alcibíades travessà l'Hel·lespont i es refugià al Regne de Frígia, amb l'objectiu d'aconseguir l'ajuda d'Artaxerxes II contra Esparta. Els espartans, però, induïren a Farnabazos que l'en deixés apartat. Segons Plutarc, Lisandre envià un representant a Farnabazos perquè enviés el seu germà a Frígia on Alcibíades estava vivint amb la seva amant, Timandra. L'any 404 aC, quan estava a punt de sortir cap a la cort persa, la seva residència fou envoltada i incendiada. Veient que no tenia cap oportunitat d'escapar-ne es llançà precipitadament sobre els seus enemics, amb la daga a la mà, i morí sota una pluja de fletxes.
Segons Corneli Nepot, Timandra «cobrí el cos d'Alcibíades amb el seu propi vestit i l'incinerà mort, amb les mateixes flames de l'incendi de la casa».
Segons d'altres fonts, ni Lisandre ni Farnabazos foren culpables de la mort d'Alcibíades, sinó ell mateix, car seduí una jove, els germans irats de la qual incendiaren la casa d'Alcibíades, i el mataren amb els seus arcs quan intentava fugir del foc.

## Amistat amb Sòcrates

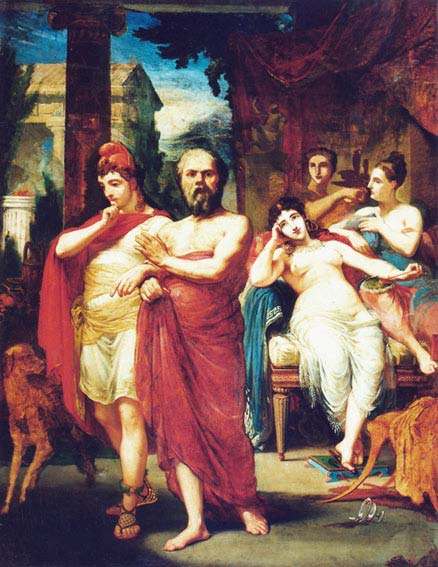
Sòcrates "rescatant" Alcibíades.

Ferit a Potidea, fou rescatat per Sòcrates. A la batalla de Dèlion (424 aC) Alcibíades va tornar el favor a Sòcrates. Va competir als jocs olímpics del 424 aC i va guanyar tres premis. Les seves liberalitats en la cosa publica el van fer molt popular entre el poble que li excusava les seves actituds impetuoses i els fets violents o extravagants. Entre aquests fets cal esmentar la detenció d'Agatarcos, la violència contra la seva dona, l'assalt a Taurees i l'audaç manera com va salvar a Hegemos d'una llei. Del principi de la seva carrera política se'n sap poca cosa, però queda constància que en temps de Cleon fou membre de l'assemblea.
Vers el 422 aC va fer aprovar un decret per augmentar el tribut pagat pels aliats d'Atenes, que va doblar la seva quantia amb relació a l'import fixat per Aristides. A la mort de Cleon, la direcció de l'estat fou disputada entre Alcibíades i Nícies. Aquest darrer volia la pau, a la qual Alcibíades es va oposar. L'oposició entre ambdós era forta, però cordial; quan Hipèrbol va amenaçar els dos rivals amb el desterrament, es van unir i fou Hipèrbol qui fou condemnat a l'ostracisme (417 aC).
A les negociacions de pau del 421 aC va voler entendre's amb els espartans, però aquests van preferir negociar amb Nícies i Laques. Això va fer que radicalitzés la seva oposició a la pau, coneguda com a Pau de Nícies, que establia una pau per 50 anys (abril del 421 aC) i retornava els presoners espartans al seu país. Així, el 420 aC va induir una aliança entre Argos, Èlida, Mantinea, Corint, Beòcia i la Lliga Calcídica, oposades a la pau, i va obtenir el poder en perjudici del conservador Nícies, partidari de la pau. Esparta es va aliar llavors a Tebes, i Tegea i Mègara es van acostar a Esparta, mentre Alcibíades va negociar una aliança amb Argos, Mantinea i Èlide.
El 419 aC fou designat estrategos i com a cap de la petita força atenesa va anar al Peloponès i va defensar els interessos de la nova aliança, en el marc de la qual els argius havien atacat Epidaure, cosa que fou considerada per Alcibíades com el trencament de la pau. El 418 aC Corint i Patres es van aliar a Atenes. Fou destituït el 418 aC, però la derrota atenesa a Mantinea el mateix any va provocar la separació dels aliats (Corint, Èlida, Patres, Mantinea i Argos) i va propiciar el seu retorn mitjançant una aliança amb Nícies (es van presentar junts a les eleccions enfrontats a Hipèrbol).
Sobre l'expedició a Melos (416 aC) no es pot assegurar que fou iniciativa seva, però sí que fou l'autor del decret sobre els càstigs bàrbars que es van imposar a la gent de l'illa (els habitants o foren morts o venuts com a esclaus). Ell mateix va comprar una dona de Melos amb la qual va tenir un fill.

## Condemna a mort

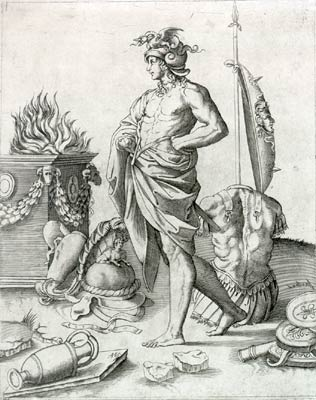
Gravat d'Agostino Veneziano

La defecció d'Alcibíades va provocar la seva condemna a mort a Atenes i la confiscació de les seves propietats, i es va obrir un procés per les impietats comeses (mutilació d'Hermes i revelació dels secrets eleusins). Es va fer molt popular a Esparta perquè va adoptar els costums espartans molt ràpidament. Els aliats asiàtics d'Atenes foren induïts a la revolta i es va formar una aliança amb el sàtrapa persa de Sardes (Lídia) Tisafernes. Les maquinacions d'Agis II, que s'havia establert a Decèlia (413 aC), el van induir a abandonar Esparta i es va refugiar amb Tisafernes (412 aC), del que aviat es va fer molt amic. Es diu que Leotíquides, fill i hereu d'Agis II d'Esparta, fou considerat fill seu i probablement és cert que la dona d'Agis, la reina Timea, havia tingut relacions amb l'atenès; relacions que foren conegudes per Agis, el qual va ordenar a Astíoc de matar Alcibíades, però aquest se'n va assabentar (potser per la mateixa reina) i va fugir a temps. Leotiquides fou exclòs del tron per Agesilau II (fill d'Arquidam II i germanastre d'Agis II), que fou proclamat rei.
Mentrestant, a Siracusa, Nícies havia rebut reforços atenesos dirigits per Demòstenes i Eurimedó. El primer va obtenir una victòria a Epipoles (413 aC), però després fou derrotat al mateix lloc i, poc després, en un combat naval prop del port de Siracusa, els atenesos, espantats per un eclipsi de lluna, foren derrotats completament (27 d'agost del 413) i van perdre la meitat de les seves naus. Els assetjats a Pleimmirion es van retirar cap a l'interior de l'illa seguint el riu Anapos, però, atacats pels siracusans, es van haver de desviar cap al sud i no van poder arribar a la costa davant la presència de l'exèrcit siracusà. Demòstenes va fer un atac de distracció, però fou derrotat a Polizèlion i les restes de l'exèrcit al riu Asinaros. Els que van sobreviure es van haver de rendir (vers octubre del 413 aC).
El 412 aC l'oligarquia d'Atenes va passar a l'ofensiva, però reclamava dels perses (aliats d'Esparta) que no es donés tot el poder als espartans. Tisafernes, però, no va voler signar cap compromís i es va posar completament del costat d'Esparta. Així, Alcibíades va voler retornar a la seva pàtria i va passar a Samos amb la intenció de retornar a Atenes, prendre el poder i formar una aliança amb Tisafernes. Tenia la cooperació del cap dels oligarques atenesos, Antifont de Rammunt. El 411 aC l'almirall atenès Pisandre d'Acarnes va derrocar el govern democràtic i va establir l'oligarquia (govern o consell dels Quatre-cents). El consell dels Cinc-cents fou dissolt i només 5.000 persones van mantenir drets politics (maig del 411 aC). Però el nou govern no volia el retorn d'Alcibíades. La major part de la flota, que era a Samos, es va declarar contra el cop d'estat, es va revoltar i va proclamar estrategos Alcibíades (al qual es va perdonar la pena de mort pendent) i els caps de la flota, Trasibul i Trasil, li van entregar el comandament. Alcibíades va demanar abolir el consell dels Quatre-cents i va demanar restablir la constitució de Clístenes amb algunes reformes. Immediatament, va marxar amb la flota cap al nord, on els espartans, dirigits pel general Dercílides, havien ocupat Abidos i Lampsacos, i va derrotar la flota espartana (vers octubre) prop de Sestos (a Cinossema) i després a Abidos, mentre els espartans es feien amos de l'Hel·lespont i de l'illa de Tasos. Després de la victòria d'Abidos es va entrevistar amb Tisafernes, que el va fer presoner i el va enviar a Sardes, però al cap d'un mes es va escapar o fou alliberat. Alcibíades va derrotar altre cop la flota espartana a Cízic (maig del 410 aC).

## Retorn a Atenes
El juliol del 410 aC el govern oligàrquic fou derrocat i fou restablerta la constitució de Clístenes. Llavors, Alcibíades va retornar a Atenes el juny del 408 aC per les festes del dia de les Pintèries i fou aclamat pel poble i els registres de les seves condemnes llençats al mar (a més, se li van retornar les propietats expropiades). Fou nomenat estrategos de les forces de mar i terra. Un dels seus primers actes fou dirigir una processó fins a Eleusis (processó que no es feia des del 413 aC) i va enviar una ambaixada a Farnabazos, sàtrapa de Dascílion, per consolidar el domini atenès (aconseguit per ell mateix) a Abdera, Selímbria, Bizanci i altres ciutats gregues; també va recuperar Tasos i va atacar Andros, sense èxit.
Mentre es feia la processó a Eleusis, va confiar el comandament de la flota al seu amic i lloctinent Antíoc, que fou derrotat a Nòtion, prop d'Efes, pel nou cap de la flota espartana Lisandre (aliat al nou sàtrapa de Sardes, Cir) i els espartans van ocupar Teos i la fortalesa de Delfínion (darrera posició dels atenesos a Quios); aquest fracàs, en ser conegut a Atenes, va provocar la destitució d'Alcibíades (406 aC), que es va exiliar voluntàriament a Tràcia per evitar el càstig de l'assemblea atenesa, on va prendre el poder el cap demòcrata Cleofont.
Alcibíades va establir el seu domini a Bisante, al Quersonès traci, on amb una banda de mercenaris va fer la guerra contra les tribus tràcies dels voltants i es va enriquir amb els saquejos; es va dedicar també a protegir les ciutats gregues veïnes. Abans de la batalla d'Egospotamos va advertir els generals atenesos (405 aC).

## Caiguda
Amb l'establiment a Atenes de la tirania dels Trenta (404 aC) fou condemnat al desterrament i es va haver d'escapar a la satrapia de Farnabazos, que tenia com a capital Dascílios; allí fou acollit i estava a punt de sortir cap a la cort d'Artaxerxes quan una nit la seva residència a Melissa fou envoltada i assaltada per una banda d'homes armats que hi van calar foc. Es va defensar espasa en mà, però fou mort per algunes fletxes (404 aC); Diodor i Èfors diuen que els assaltants eren emissaris de Farnabazos, que actuava a petició dels espartans o per gelosia; el relat de Plutarc diu que eren els germans d'una dona a la qual Alcibíades havia seduït. El seu cos fos recollit per la seva amant Timandra i enterrat. Va deixar un fill de la seva dona Hiparetes, que també es va dir Alcibíades, i que no va tenir cap paper rellevant a la història. Un monument fou erigit al lloc de la seva mort molt de temps després i l'emperador Hadrià hi va fer una estàtua i sacrificis anuals en honor de l'home d'estat atenès.